# Tour du Piémont pyrénéen
A Volta do Piamonte pirenaico é uma corrida de ciclismo por etapas disputadas a cada ano desde 2006 no mês de agosto no Piamonte pirenaico. Faz parte do calendário elite nacional da Federação Francesa de Ciclismo.

## Palmarés
| Ano   | Ganhador             | Segundo             | Terceiro              |
| ----- | -------------------- | ------------------- | --------------------- |
| 2006  | Pierre Cazaux        | Tanel Kangert       | Lionel Suhubiette     |
| 2007  | Cyril Druetta        | Thomas Lebas        | Guillaume Belgy       |
| 2008  | Guillaume Pont       | Loïc Herbreteau     | Ibon Zugasti          |
| 2009  | Pedro Solano         | Peter van Dijk      | Maxime Martin         |
| 2010. | Nikolay Mihaylov     | Yohan Cauquil       | Yannick Ricordel      |
| 2011. | Stéphane Reimherr    | Nicolas Loustaunou  | Nicolas Capdepuy      |
| 2012  | Jérôme Mainard       | Mickaël Larpe       | Arkaitz Durán         |
| 2013  | Mickaël Larpe        | Brecht Dhaene       | Pierre Cazaux         |
| 2014  | não disputado        | não disputado       | não disputado         |
| 2015  | Yoann Barbas         | François Bidard     | Mickaël Larpe         |
| 2016  | Adrien Guillonnet    | Bram Van Broekhoven | Nícolas Sessler       |
| 2017. | Florent Castellarnau | Fernando Barceló    | Julian Mertens        |
| 2018. | Baptiste Constantin  | Stefan Bennett      | Simon Carr            |
| 2019. | Mauri Vansevenant    | Jérémy Bellicaud    | Nicolas Verougstraete |